# Muara Kumpeh
Muara Kumpeh is een bestuurslaag in het regentschap Muaro Jambi van de provincie Jambi, Indonesië. Muara Kumpeh telt 3409 inwoners (volkstelling 2010).